# Heather Armitage
Heather Armitage   (Colombo, 17 de març de 1933), posteriorment de casada Young i McClelland, és una atleta britànica ja retirada, especialista en curses de velocitat, que va competir durant la dècada de 1950. El 1958 fou la primera dona britànic en proclamar-se campiona d'Europa d'atletisme en una prova individual.
Nascuda a Colombo, Ceilan, el seu pare treballava a la policia colonial. Després d'un breu pas per Maurici, la família va tornar a Anglaterra el 1947. Va destacar en hoquei sobre herba i en proves de velocitat des de ben jove. El 1951, amb 18 anys, va guanyar el seu primer gran títol amb la victòria a la final de 100 iardes de l'All-England Schools.
El 1952 va prendre als Jocs Olímpics d'Estiu de Hèlsinki, on va disputar dues proves del programa d'atletisme. Formant equip amb Sylvia Cheeseman, June Foulds i Jean Desforges guanyà la medalla de bronze en els 4x100 metres, mentre en els 100 metres quedà eliminada en sèries. Quatre anys més tard, als Jocs de Melbourne, va disputar tres proves del programa d'atletisme. En els 4x100 metres, formant equip amb Anne Pashley, June Foulds i Jean Scrivens, guanyà la medalla de plata, mentre fou sisena en els 100 metres i quedà eliminada en sèries en els 200 metres.
En el seu palmarès també una medalla d'or en els 100 metres al Campionat d'Europa d'atletisme de 1958. i una medalla d'or, dues de plata i una de bronze als Jocs de l'Imperi Britànic i de la Comunitat de 1954 i 1958. El 1952 i 1957 guanyà el campionat britànic de les 100 iardes.
Es va retirar el 1960 per dedicar-se a la docència.

## Millors marques
- 100 metres. 11,6" (1956)
- 200 metres. 23.8" (1958)[7]